# قلعه مونوستور

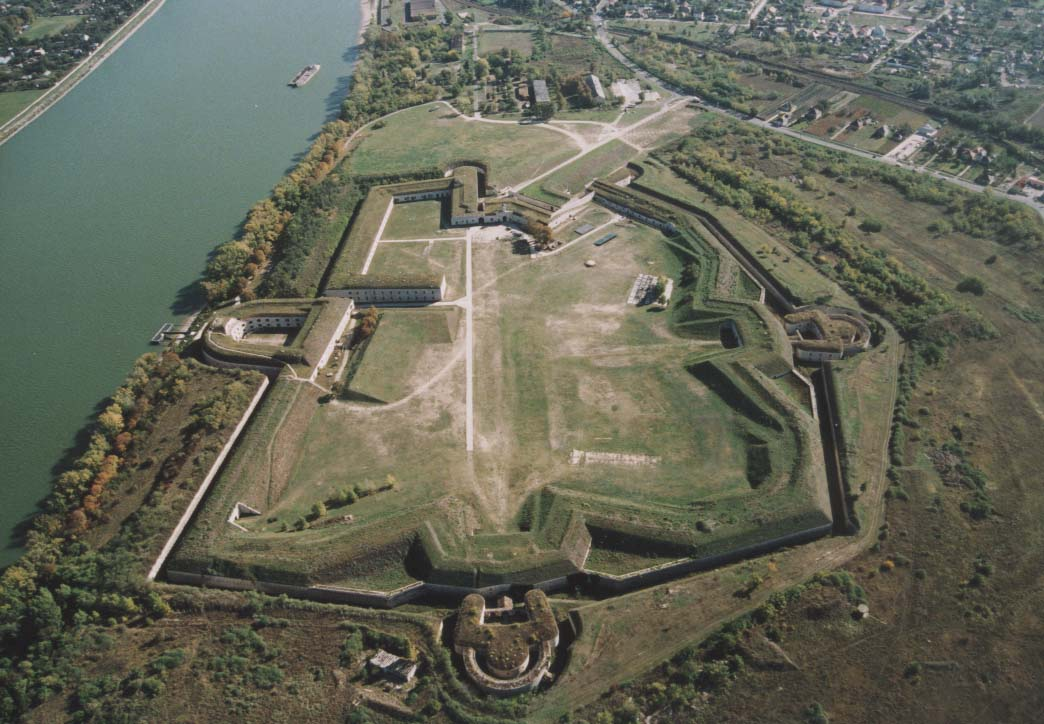
قلعه مونوستور

قلعهٔ مونوستور (مجاری: Monostori Erőd) (که همچنین به نام قلعه سندبرگ نیز شناخته می‌شود) قلعه‌ای واقع‌شده در نزدیکی شهر کوماروم، مجارستان است. این قلعه میان سال‌های ۱۸۵۰ و ۱۸۷۱ به عنوان بخشی از سامانه استحکامات کومارنو ساخته شد. پس از جنگ جهانی دوم، شوروی‌ها بزرگ‌ترین انبار تسلیحات را در قلعه مونوستور ساختند.